# Олики
Олики (фин. Hyvösi) — деревня в Ропшинском сельском поселении Ломоносовского района Ленинградской области.

## История
На «Топографической карте окрестностей Санкт-Петербурга» Военно-топографического депо Главного штаба 1817 года упоминается деревня Олика, состоящая из 5 крестьянских дворов.
На карте Санкт-Петербургской губернии Ф. Ф. Шуберта 1834 года обозначена деревня Олики и смежно с ней две деревни Сибилевы.

ОЛИКИ — деревня принадлежит государыне императрице Александре Фёдоровне, число жителей по ревизии: 10 м. п., 10 ж. п. (1838 год)

В пояснительном тексте к этнографической карте Санкт-Петербургской губернии П. И. Кёппена 1849 года она записана как деревня Hywoisi (Олики) и указано количество её жителей на 1848 год: савакотов — 9 м. п., 10 ж. п., всего 19 человек. Ингерманландцы относились к лютеранскому приходу Ропсу.
Деревня Олики отмечена на карте профессора С. С. Куторги 1852 года.

ОЛИКИ — деревня Красносельской удельной конторы Шунгуровского приказа, по почтовому тракту, число дворов — 4, число душ — 11 м. п. (1856 год)

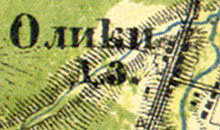
Деревня Олики на карте 1860 года

Согласно «Топографической карте частей Санкт-Петербургской и Выборгской губерний» в 1860 году деревня Олики насчитывала 3 крестьянских двора. Смежно с ней находились две деревни Сибилевы.

ОЛИКИ — деревня удельная при речке Стрелке, число дворов — 4, число жителей: 19 м. п., 15 ж. п. (1862 год)

В 1885 году деревня Олики насчитывала 45 дворов. В деревне была водяная мельница и Дворец Е.И.В.Г. Императрицы.
В конце XIX века деревня входила в состав Ропшинской волости 1-го стана Петергофского уезда Санкт-Петербургской губернии, в начале XX века — 2-го стана. По приходским данным население деревни было исключительно финским.
К 1913 году количество дворов в деревне Олики увеличилось до 8.
Согласно данным переписи населения СССР 1926 года в деревне Олики Ропшинского сельсовета Ропшинской волости Троцкого уезда проживали 59 человек — большинство финны, а также русские.

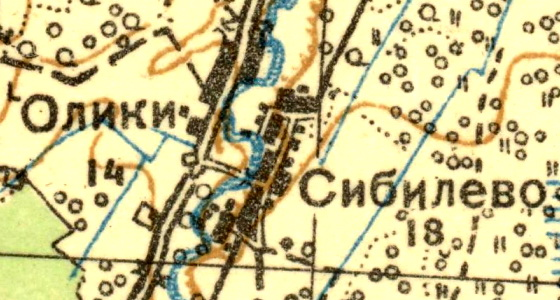
Деревня Олики на карте на карте 1931 года

Согласно топографической карте 1931 года деревня насчитывала 14 дворов.
По данным 1933 года в состав Разбегаевского финского национального сельсовета Ленинградского Пригородного района входили деревня Олики и хутор Олики.
По данным 1966 года деревня Олики входила в состав Заводского сельсовета.
По данным 1973 и 1990 годов деревня Олики входила в состав Ропшинского сельсовета.
В 1997 году в деревне Олики Ропшинской волости проживали 7 человек, в 2002 году — 19 человек (русские — 95 %).
В 2007 году в деревне Олики Ропшинского СП — 10 человек.

## География
Деревня расположена в восточной части района на автодороге 41К-011 (Стрельна — Гатчина) («Стрелинское шоссе»), к северу от административного центра поселения посёлка Ропша.
Расстояние до административного центра поселения — 4 км.
Расстояние до ближайшей железнодорожной станции Красное Село — 13,5 км.
Через деревню протекает река Стрелка.

## Демография
| 1862 | 2002 | 2007 | 2010 | 2017 |
| ---- | ---- | ---- | ---- | ---- |
| 34   | ↘19  | ↘10  | ↗40  | ↗91  |

## Улицы
1-я линия, 2-я линия, 3-я линия, 4-я линия, Васильковая, Вишнёвая, Владимирская, Заречная, Липовая, Луговая, Окружная, Рябиновая, Сибилевская, Сиреневая, Солнечная, Стрельнинское шоссе, Транспортный тупик, Яблоневая.